# Choi Gee-sung
Dans ce nom coréen, le nom de famille, Choi, précède le nom personnel.
Choi Gee-sung (en coréen : 최지성), né le 2 février 1951, est un homme d'affaires sud-coréen. Il a été le directeur général de Samsung Electronics entre 2010 et 2012, ainsi qu'un des vice-présidents du Groupe Samsung de 2012 à 2017. Il quitte son poste en raison de son implication dans le scandale Choi Soon-sil.

## Biographie
Choi Gee-sung est né le 2 février 1951 dans une famille pauvre de l'ancien comté de Samcheok (aujourd'hui disparu). Il obtient un baccalauréat universitaire en commerce à l'université nationale de Séoul. 
Il entre au sein du Groupe Samsung en 1977, où il gravit rapidement les échelons. Il devient notamment le PDG de la division « média digital » de Samsung Electronics (filiale du Groupe Samsung) en 2005, président de la division information et technologie en 2007, directeur général de Samsung Electronics en 2010, et enfin vice-président du Groupe Samsung et directeur du bureau stratégique en 2012. Il est alors l'un des principaux dirigeants du groupe. À la suite du scandale Choi Soon-sil qui éclate en 2016, le bureau stratégique est fermé en février 2017 et il quitte ses fonctions. Impliqué dans cette affaire de corruption, il est condamné à quatre ans de prison ferme en août 2017. Il est libéré en février 2018 après que sa peine a été réduite en appel à deux ans avec sursis,.